# لانتانا مجعدة
لانتانا مجعدة (الاسم العلمي: Lantana crispa) هي نوع نباتي يتبع جنس اللانتانا من فصيلة اللويزية.